# Aghavoher
Aghavoher (irlandais : Achadh an Mhothair, champ des arbres ou monticule) est un townland dans la paroisse civile de Tomregan et le comté de Cavan, en Irlande.
Il se situe dans l'ancienne baronnie de Loughtee Lower.

## Géographie
Les townlands voisins sont :
- au nord, Cranaghan ;
- à l'ouest Clifton, Mullynagolman et Carrigan ;
- au sud, Breandrum ;
- à l'est Greaghrahan et Carn.

À la limite de son territoire, au nord, se trouvent Aghavoher Lough, la rivière Rag et une modeste colline qui culmine à 93 mètres (306 pieds).
Aghavoher est desservi par la route de Kildallan et par Carrigan lane.
Le townland couvre 92 ha (228 statute acres) dont 4,5 ha en eau. 
Sandville et Sandybrook sont des subdivisions du territoire.

## Histoire
À l'époque pré-chrétienne, Aghavoher faisait partie du Black Pig's Dyke.
Aghavoher faisait partie des terres appartenant à l'église catholique romaine de Tomregan qui furent attribuées à l'église d'Irlande, évêché de Kilmore, lors de la Plantation d'Ulster en 1610.
Par un bail en date du 6 avril 1612, l'évêque accorde les terres à Oliver Lambart de Kilbeggan, Comté de Westmeath et à Garret Moore, 1er vicomte Moore de Mellifont, Comté de Louth. Le 17 juillet 1639, l'évêque remet les terres à Charles Lambart, 1er comte de Cavan.
Dans une liste des townlands du comté de Cavan, datée de 1790, figure l'appellation Aughiogher.
Ambrose Leet's  Directory de 1814 cite Augavoher avec Mr. Patterson comme résident.
Des rôles de 1827 énumèrent les redevables suivants : Profet, McKiernan, Stevens, Lee, Murrey, Berry, Patterson.
Un acte daté du 23 février 1835 et faisant actuellement partie du service des archives de Cavan (réf. P017/0043) mentionne les propriétaires des lieux :
« Acte conclu entre Mary Anne Patterson, Sandybrook, comté de Cavan, veuve, légataire et un exécuteur nommé dans le testament d'Alexander Patterson, défunt de Sandybrook, écuyer, de la première partie. William Rogers, junior, Cornacrum, comté Cavan, monsieur, de la deuxième partie, et Joseph Denham, Killeshandra, comté de Cavan, monsieur, fiduciaire, de la troisième partie. Patterson concède à Denham les terres de  'Aghavoher'  (Aughavoher) connues sous le nom de Sandybrook, de la baronnie de Lower Loughtee, comté de Cavan, en vertu du bail actuellement détenu. Terres concédées afin d'indemniser Rogers contre le paiement de plusieurs legs et rentes décrits dans le testament d'Alexander Patterson du 28 février 1832. »
Les carnets de l'Ordnance Survey de 1836 donnent la description suivante du townland :
« Achadh a mothar, champ du bois. Il se situe à l'extrémité sud-est de la paroisse. Il est délimité au nord-ouest par Carigan et Mullynagolman. À l'ouest par Clifden. Au nord par Cranaghan. À l'est par Drumlane et au sud par Kildallan. Les propriétaires sont J. C. Jones écuyer et l'évêque protestant de Kilmore. L'agent foncier est M. Knipe de Belturbet. Le sol est de bonne qualité et produit du blé, de l'avoine, du lin et des pommes de terre. Les maisons sont construites en pierre. Les locataires l'ont en lots qui sont détenus par baux. Des habitants bien placés. Tenue en pleine propriété. Le loyer par acre est de 5s/6d pour l'évêque et de 5s pour M. Jones. Contient Sandybrook House qui est la résidence de Mme Paterson. Une maison soignée. »
Selon l'évaluation de Griffith de 1857, Jones et Moore sont propriétaires. Les locataires sont Berry, Winslow et Kellett.

## Évolution démographique
En 1841, on comptait 42 habitants, soit 20 hommes et 22 femmes pour huit maisons dont une inhabitée.
En 1851, le townland comptait 30 habitants, soit 17 hommes et 13 femmes, la réduction étant due à la grande famine (Irlande). Il y avait cinq maisons dans le townland, dont une inhabitée.
En 1861, on comptait 31 habitants, soit 17 hommes et 14 femmes. Il y avait quatre maisons , toutes habitées.
En 1871, le townland comptait 38 habitants, soit 22 hommes et 16 femmes. Il y avait cinq maisons , toutes habitées.
En 1881,  26 habitants, soit 12 hommes et 14 femmes pour quatre maisons, toutes habitées.
En 1891, le townland comptait 21 habitants, soit 11 hommes et 10 femmes. Il y avait quatre maisons, toutes habitées.
En 1901, six familles sont présentes.
Cinq familles sont répertoriées en 1911.

### Patrimoine préhistorique et historique
- Une colline fortifiée (ring-barrow) de l'Âge du Bronze à la limite du territoire avec le townland de Clifton[14].

- Un crannóg médiéval dans Aghavoher Lough[15].

- Sandville House construite dans les années 1850[16].

- Sandybrook House.